# Луций Вителий (консул 34 г.)
 Тази статия е за Луций Вителий, бащата на император Вителий.  За неговия син, брата на императора вижте Луций Вителий млади.  
Луций Вителий (на латински: Lucius Vitellius; * 5 – 10 пр.н.е.; † 51 г.) е римски консул и цензор. Той е баща на император Авъл Вителий през 69 г.

## Биография
Луций произлиза от фамилията Вителии от Луцера в Апулия и е син на квестор Публий Вителий (управител, прокуратор, при Август). Той има трима братя Авъл, Квинт и Публий.
Луций получава достъп до императорската фамилия чрез неговото почитание към Антония Младша. Той се жени за Секстилия и има с нея двама сина, Авъл и Луций. Авъл е по-късно един от императорите през Годината на четиримата императори, a Луций помага на брат си по време на неговото господство.
По времето на император Тиберий Луций Вителий е консул през 34 г. заедно с Павел Фабий Персик. Суфектконсулите тази година са Квинт Марций Барей Соран и Тит Рустий Нумий Гал.
През 35 г. Луций Вителий е управител на провинция Сирия и командва 4 легиона с повече от 20 000 войници и напада Партското царство. Той управлява и провинция Юдея и през зимата на 36/37 г. изпраща Пилат Понтийски обратно в Италия.
През март 37 г. Вителий отива с два легиона да помага на Ирод Антипа. На празника Пасха той е в Йерусалим. Населението го посреща особено добре и той разрешава на висшите свещеници да си получат обратно свещените дрехи, които са били в римски ръце след смъртта на Ирод Велики († 4 пр.н.е.). Освен това той назначава за първосвещеник Теофил Бен Ананий (Theophilos ben Hannas) на мястото на брат му Йонатан Бен Ананий (Jonathan ben Hannas). На четвъртия ден получава съобщението за смъртта на император Тиберий и напуска Юдея, за да изчака потвърждението за управител от новия император Калигула. През 39 г. е сменен от Публий Петроний. Той се връща в Италия и внася особени сортове смокини и шамфъстъци. При император Клавдий Вителий е през 43 и 47 г. отново консул и го замества, когато е в Британия.
Вителий е в колегията на арвалските братя. През 48 – 49 Вителий е цензор заедно с императора. Той е голям приятел с Валерия Месалина и носел една нейна обувка под тогата си. Сприятелява се и с новата съпруга на Клавдий Агрипина Младша, която го спасява през 51 г. от обвинението на Юний Луп за замислен държавен преврат.
Вителий е почетен с държавно погребение (funus censorium) през 51 г. и поставяне на негова статуя във Форума.